# Izraelská kuchyně
Izraelská kuchyně je ovlivněná kulinářskými zvyky zdejších obyvatel, kteří do Izraele přicházeli od konce 19. století z různých národních prostředí a přinášeli si s sebou i své kuchařské tradice. Zásady, kterých se Židé drží při stravování, jsou bližší muslimským než křesťanským zásadám. S výjimkou půstu byli křesťané osvobozeni od povinnosti vyhýbat se jistým druhům nápojů a pokrmů. Islám zakazuje požívání alkoholických nápojů a obdobně jako židovské náboženství zakazuje konzumovat vepřové maso a zvířata, která předtím nebyla zbavena krve.

## Košer strava

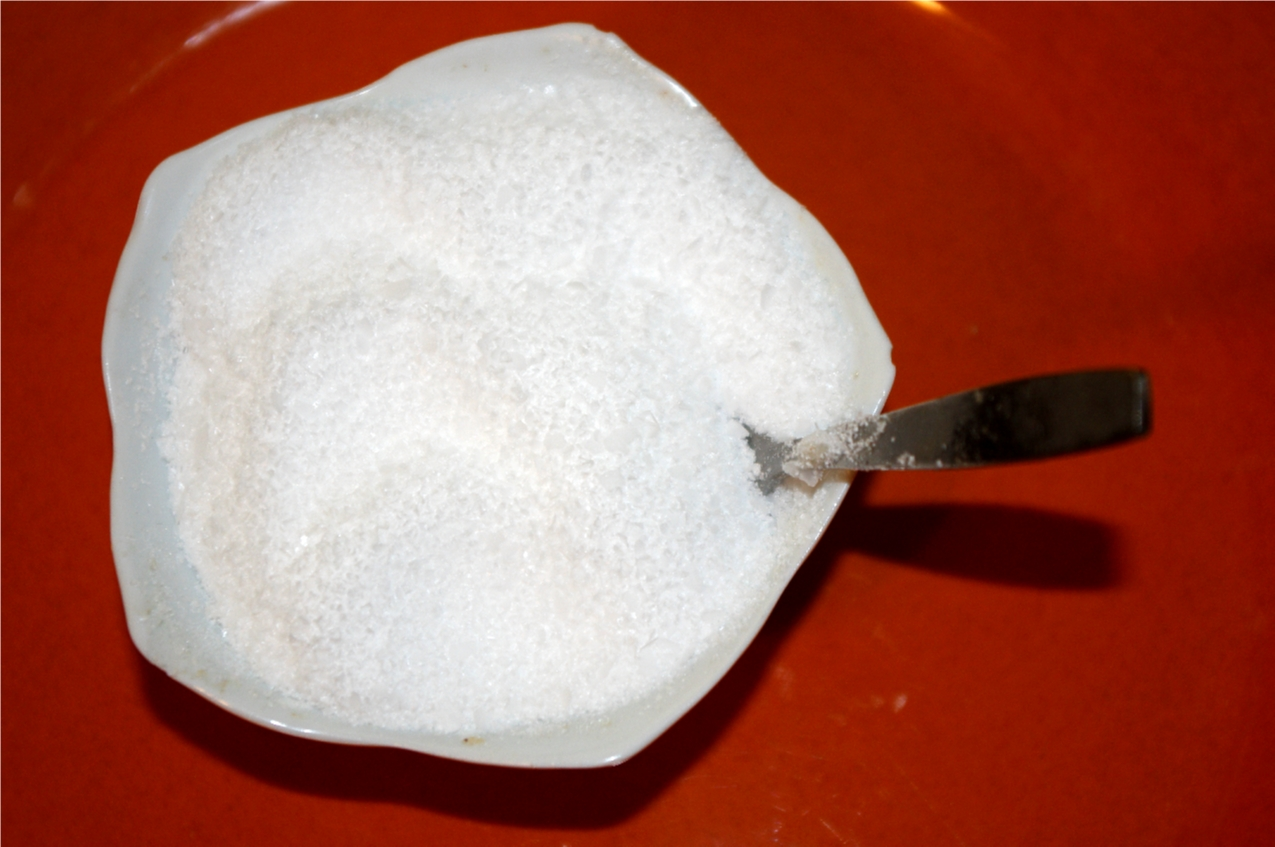
Hrubozrná sůl k přípravě košer masa

Věřící Žid požívá pouze pokrmy povolené židovským náboženstvím, označované jako košer. Rabíni a jimi pověření dozorci (mašgiachové) znalí příslušných pravidel dohlížejí na přípravu surovin i hotových pokrmů a výrobcům a restauracím, které splňují přísné požadavky, vydávají patřičné potvrzení (hechšer). Hebrejský výraz košer znamená vhodný, přípustný a souboru pravidel pro přípravu košer pokrmů se říká kašrut. Vychází z Tóry a jeho základní požadavky lze shrnout do tří pravidel:
1. Z živočišných produktů se mohou používat pouze výrobky z tzv. „čistých“ zvířat: ze savců jen přežvýkaví sudokopytníci, běžné druhy drůbeže a ryby, které mají ploutve a šupiny. Nesmí se požívat např. velbloudí a vepřové maso stejně jako humři a krabi. Maso suchozemských zvířat lze navíc požívat pouze tehdy, bylo-li zvíře rituálně poraženo.
2. Je zakázáno požívání krve suchozemských zvířat. Košer poražené zvíře je po zaříznutí pověšeno hlavou dolů, aby vykrvácelo. Maso se omyje a důkladně prosolí.
3. Při přípravě a při konzumaci jídel se nesmí smíchat maso s mlékem.

I když moderní izraelská společnost je pokládána za sekulární, průzkum v r. 1995 odhalil[zdroj⁠?!], že zhruba 90 % židovských obyvatel Izraele dodržuje některá z výše uvedených pravidel. Proto se místním restauracím vyplatí, aby byly košer. Izraelská kuchyně se však odlišuje od košer připravovaných jídel jinde ve světě. Orientální přísady dodávají zdejším jídlům charakteristickou chuť, v jídlech se používají typické orientální přísady, např. sezam, skořice, máta, datle, pomeranče, hrozny, koriandr, růžový olej a med.

## Denní jídlo

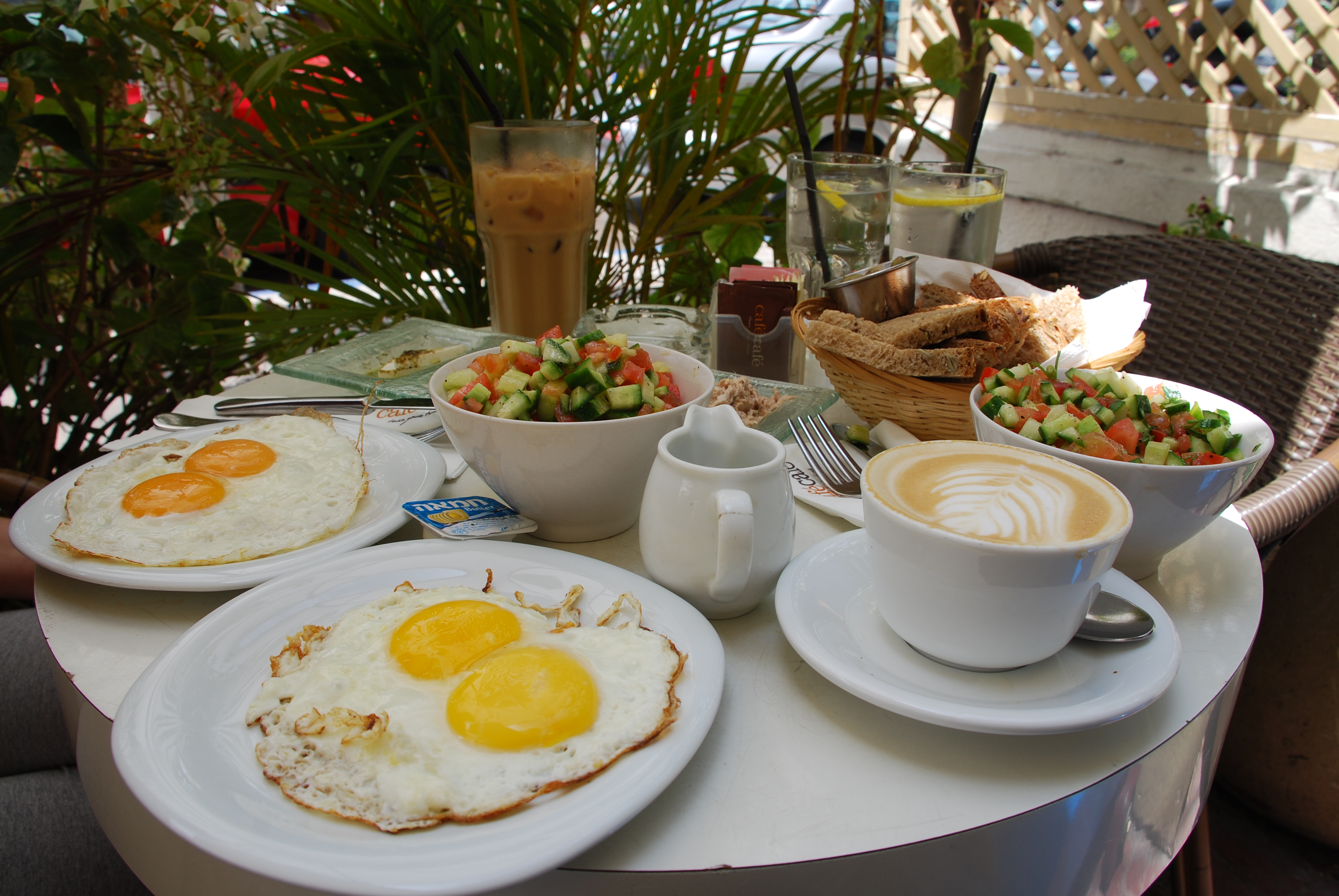
Izraelská snídaně

Snídaně bývá obvykle vydatná a se širokým výběrem potravin. Izraelské snídaně jsou pověstné a jsou považovány za „příspěvek židovského státu ke světové kuchyni“.
Oběd bývá skromnější, tvoří jej spíše občerstvení z masa a příloh.
Hlavním a nejvydatnějším jídlem je večeře. Jídlo se začíná saláty a olivami a po hlavním jídle přijdou zákusky, ovoce a sýr. Ve většině hotelů je standardem bufet se saláty, sýry, vejci, rybami, olivami a tvarohem.
Jídlo Izraelci zapíjejí limonádou vyrobenou z čerstvě vymačkaných citronů a máty nebo Rimonanou vyrobenou z džusu z granátového jablka a máty. Pijí kávu a čaj na mnoho způsobů. U dospělých je oblíbené pivo a víno z domácí produkce

## Typická jídla

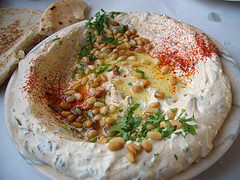
Hummus s piniovými oříšky

### Luštěniny
V pouličním prodeji je běžně dostupný falafel - smažené kuličky z cizrnové kaše, podávané v chlebové placce pita s hranolky, salátem, nakládanou zeleninou, sezamovou omáčkou tahina (tchina), ostrými omáčkami nebo kečupem. Dalším běžným pokrmem je hummus (správněji chumus), kaše z cizrny s přísadami cibule, různých bylin a česneku. Jako příloha se podávají olivy a do kaše se kápne několik kapek olivového oleje. Hummus se nabírá na placku a je vhodným předkrmem nebo i přílohou k hlavnímu jídlu. Jako příloha se používá i kuskus. Oblíbené jsou plněné baklažány mashi, které se ujaly v Evropě zvláště kolem Středozemního moře.

### Masitá jídla

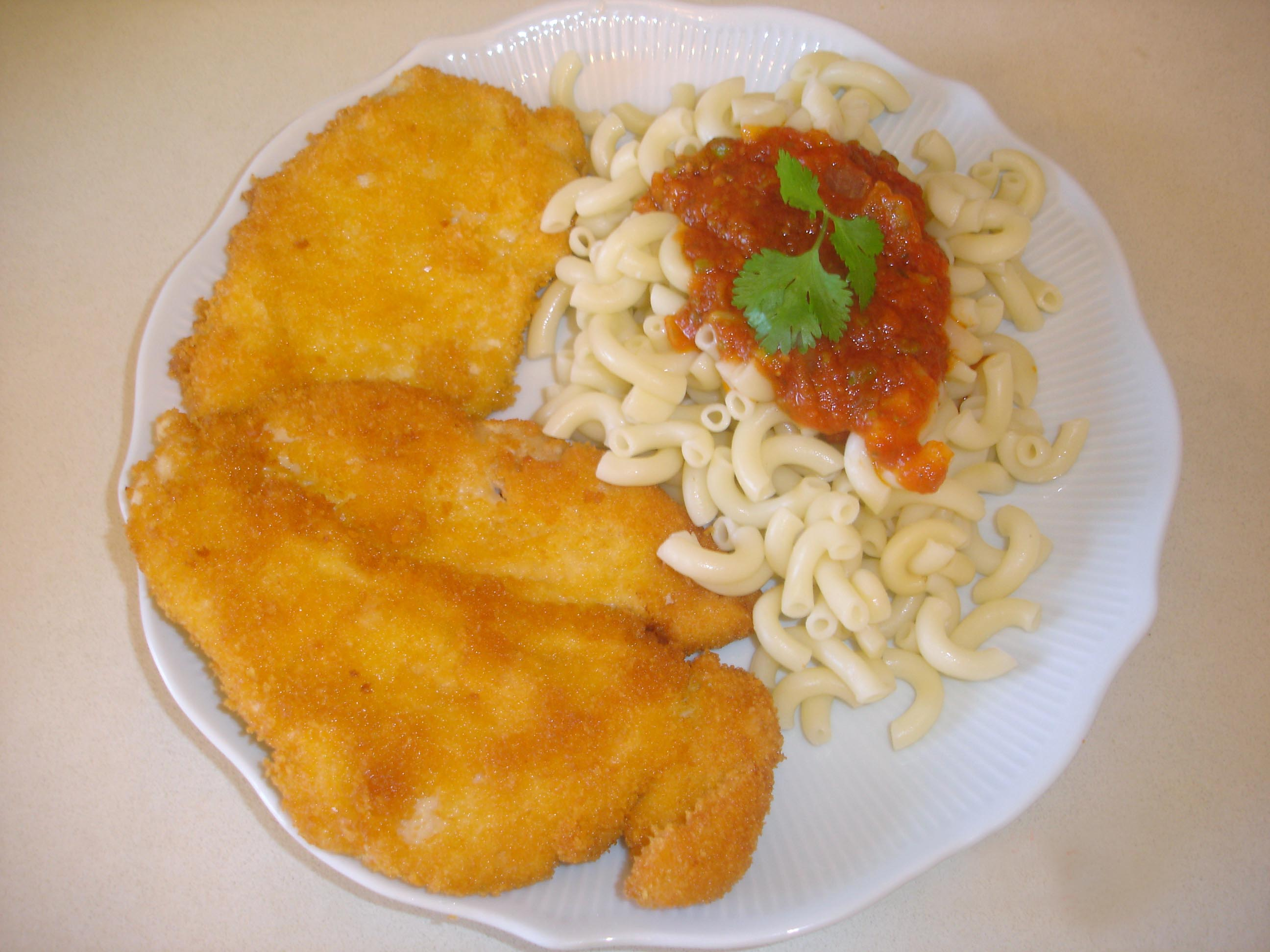
Krůtí řízek s těstovinami

Z masitých jídel je nejčastější kebab, šašlik a švarma, slabé plátky skopového či kuřecího masa hutně napěchované na otočnou vertikální tyč a rožněné otáčením kolem ohně. Plátky se odkrojují a s přílohou se balí do chlebové placky pita. Dalším masitým pokrmem je druh eintopfu z krup, fazolí, zeleniny a masa.

### Ryby

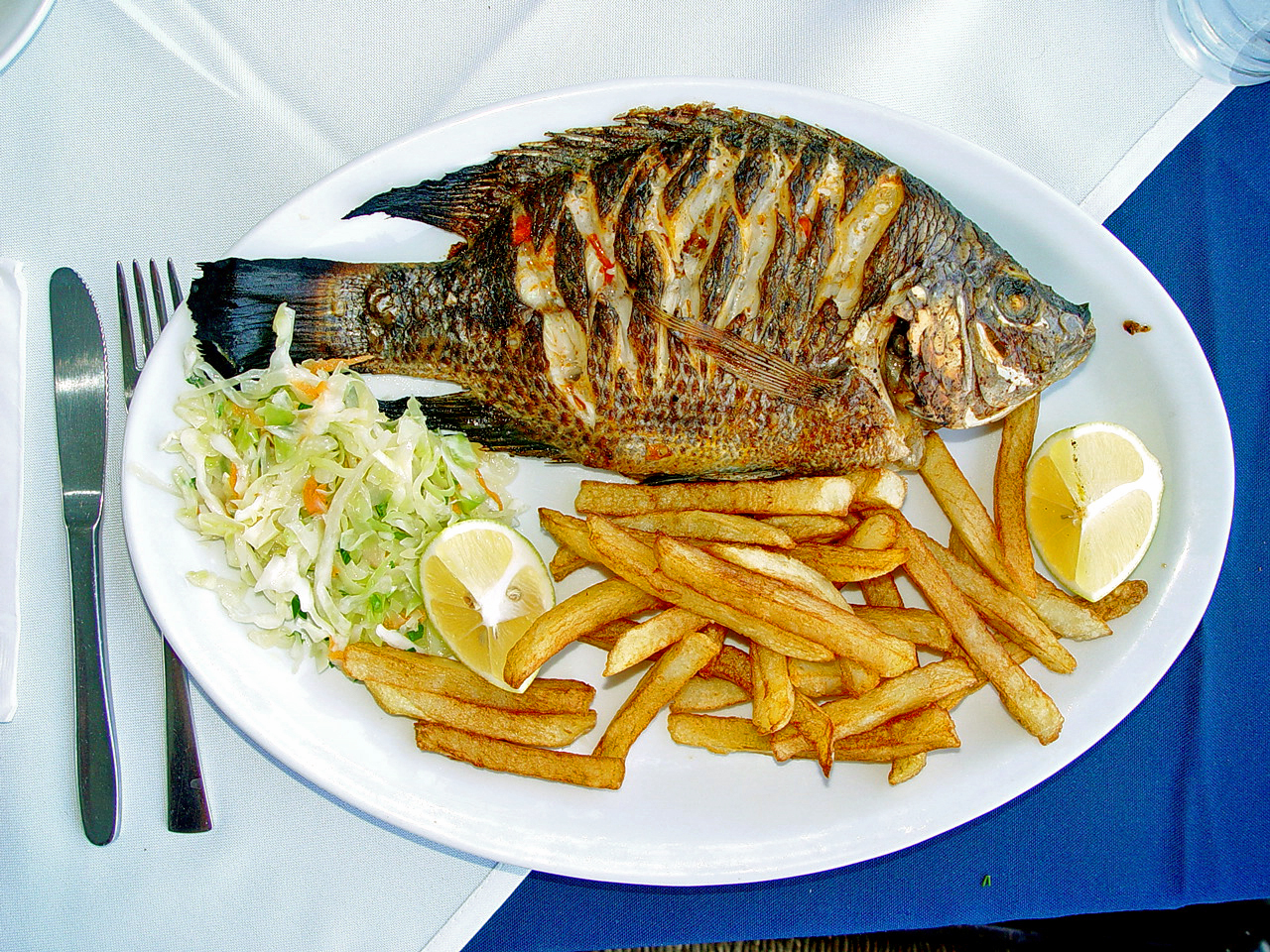
Tilapie, Tilapia Zilli - ryba svatého Petra

Izraelci konzumují ryby na mnoho způsobů. Čerstvé ryby se podávají celé grilované nebo smažené s čerstvě vymačkanou citronovou šťávou. Známé jsou pstruh (forel), ryba svatého Petra (tilapia), grilovaný pilobřich ostnitý (mousht) nebo marinovaný tuňák (palamida). Ryby se připravují také pečené se zeleninou, smažené celé nebo v plátcích, grilované na uhlí a podávané s různými omáčkami. Dušené ryby (hraime) jsou v Izraeli známější pod arabským názvem lokus a připravují se v omáčce s feferonkou a jiným kořením.

### Sladká jídla
Oblíbená jsou i sladká jídla – ořechový koláč baklava, pečivo konafa se sirupem a různými druhy ořechů, sladká rýže s mlékem (mahalebbi), karamelový puding (malabi), chalva a kandované kousky ovoce. V Izraeli je bohatý výběr ovoce, zvláště proslulé jsou citrusové plody, zejména pomeranče jaffa. Z dalšího ovoce jsou to melouny, granátová jablka, fíky, datle, kvajáva, avokádo a kvalitní jablka, jahody atd. V minulosti byla z Mexika byla do Izraele importována opuncie, jejímž plodům se zde říká sabra. Izraelským domorodým Židům se po tomto ovoci někdy přezdívá sabra.

### Nápoje

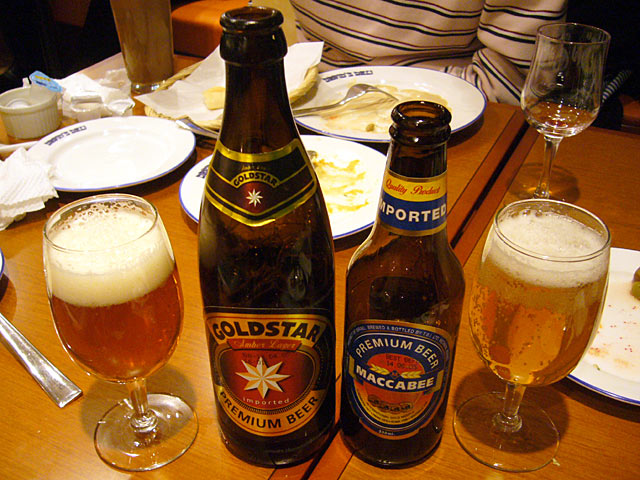
Izralské pivo

Z nápojů jsou v Izraeli nejpopulárnější čaj a káva. Káva se pije tmavá a silná, Arabové či orientální Židé často servírují hořkou tureckou kávu s přídavkem kardamonu. Arabové servírují většinou tmavý sladký čaj ve skle, někdy s přídavkem máty. Židé si spíše potrpí na čaj s citronem nebo s obdobou sušeného mléka vyrobeného na rostlinné bázi (parve), aby vyhověli požadavku košer po masitém jídle. Běžně jsou k dostání ovocné šťávy, kromě citrusových džusů jsou tradičními palestinskými drinky datlová a mandlová šťáva.